# Alflen
Alflen é um município da Alemanha localizado no distrito (Kreis ou Landkreis) de Cochem-Zell, na associação municipal de Verbandsgemeinde Ulmen, no estado da Renânia-Palatinado.